# El Croquis
El Croquis è una rivista di architettura spagnola pubblicata dal 1982.

## Storia editoriale
Pubblica bimestralmente, con una tiratura di 35 000 copie, i progetti e le opere di maggior interesse che si producono nel campo dell'architettura, in curate monografie che analizzano il lavoro degli architetti di maggior successo mondiale.
Il contenuto della rivista si centra nella pubblicazione in forma esaustiva dei progetti selezionati, con speciale attenzione all'esposizione dettagliata della ducumentazione grafica, e in concreto, al processo progettuale e agli aspetti e dettagli costruttivi di maggior rilevanza di ogni opera.
El Croquis si pubblica in spagnolo e in inglese (ogni uscita è bilingue) dalla sua sede a El Escorial nella comunità autonoma di Madrid.
È una pubblicazione membro dell'ARCE (Asociación de Revistas Culturales de España) e della Asociación de Editores de Madrid.
Il prezzo di ogni uscita è variabile: da 30 a 90 euro. Si distribuisce nelle migliori librerie specializzate di architettura in Europa, America e Asia.

## Pubblicazioni

### El Croquis(Rivista di Architettura)
| Numero      | Titolo | Nazione            |
| ----------- | --- | ------------------ |
| 0           | La arquitectura en la encrucijada - VVAA | Spagna             |
| 1           | La enseñanza de la arquitectura - VVAA | Spagna             |
| 2           | Cuartel del Conde Duque - VVAA | Spagna             |
| 3           | Arquitectura, Técnica y Naturaleza en el ocaso de la Modernidad - VVAA | Spagna             |
| 4           | Las Metáforas Orgánicas - VVAA | Spagna             |
| 5-6         | Diecisiete viviendas unifamiliares - VVAA | Spagna             |
| 7-8         | Tardomoderno y Postmoderno / La Arquitectura de la autorreflexión - VVAA 1983 | Spagna             |
| 9-10        | Personas, arquitectos y lenguaje- VVAA | Spagna             |
| 11-12-I     | Estudio PER | Spagna             |
| 11-12-II    | Proyectos Final de Carrera, suplemento del nº11-12 | Spagna             |
| 13          | Arquitectura Española | Spagna             |
| 14          | Número especial, suplemento del nº13 - VVAA | Spagna             |
| 15          | Manuel e Ignacio de las Casas | Spagna             |
| 16          | Proyectos Final de Carrera, suplemento del nº15 | Spagna             |
| 17          | Equipamientos Docentes, mercados, bloques de viv y restauraciones | Spagna             |
| 18          | Juan Daniel Fullaondo 1984 | Spagna             |
| 18-I        | Suplemento Viviendas Unifamiliares | Spagna             |
| 18-II       | Suplemento Proyectos Fin de Carrera | Spagna             |
| 19          | Alejandro de la Sota Atocha | Spagna             |
| 19 Bis      | Jaume Bach y Gabriel Mora | Spagna             |
| 20          | Rafael Moneo | Spagna             |
| 21          | Arquitectura Española | Spagna             |
| 22          | Concurso Salamanca-PFC | Spagna             |
| 23          | Estudio PER | Spagna             |
| 24          | Arquitectura Española | Spagna             |
| 25          | Arquitectura Española | Spagna             |
| 26          | Arquitectura Española | Spagna             |
| 27          | Arquitectura Española | Spagna             |
| 28          | Helio Piñón y Albert Viaplana | Spagna             |
| 29          | Arquitectura Española | Spagna             |
| 30          | Enric Miralles Carme Pinós 1984/1987 Obras y Proyectos | Spagna             |
| 31          | Arquitectura Española | Spagna             |
| 32/33       | Sáenz de Oiza | Spagna             |
| 34          | Martorel Bohigas Mackay 1974-1988 | Spagna             |
| 35          | Moneo / Garces Y Soria / Bach Y Mora 1988 | Spagna             |
| 36          | VARIOS: Mora d'Ebre / A. Campo Baeza / Atocha / C.O.A.C / Baño Golobart 1988 | Spagna             |
| 37          | Morphosis Recent Work (1989) | Stati Uniti        |
| 38          | Santiago Calatrava | Spagna             |
| 39          | Peter Cook | Regno Unito        |
| 40          | Coop Himmelb(l)au | Austria            |
| 41          | Peter Eisenman | Stati Uniti        |
| 42          | Mark Mack | Stati Uniti        |
| 43          | Seis propuestas para San Sebastián : Moneo, Navarro, Pena, Botta, Foster, Isozaki | Spagna             |
| 44          | Tadao Ando | Giappone           |
| 45          | Frank Gehry | Stati Uniti        |
| 46          | VARIOS: Peter Wilson, Tres obras recientes de Mariano Bayón, Alfredo Arribas | Spagna             |
| 47          | Bolles+Wilson | Germania           |
| 48          | Cruz Y Ortiz, Oiza, Torres/Martinez Lapeña, Cortés | Spagna             |
| 49/50       | Enric Miralles Carme Pinós 1988/1991 En Construcción | Spagna             |
| 51          | Arquitectura Española 1991 | Spagna             |
| 52          | Zaha Hadid 1983/1991 | Iraq Regno Unito   |
| 53          | OMA: Rem Koolhaas 1987/1992 | Paesi Bassi        |
| 54          | Juan Navarro Baldeweg 1979/1992 | Spagna             |
| 55-56       | Arquitectura Española 1992 | Spagna             |
| 57          | Santiago Calatrava 1987-1992 | Spagna             |
| 58          | Tadao Ando 1989-1992 | Giappone           |
| 59          | Morphosis 1988-1993 | Stati Uniti        |
| 60          | Herzog & de Meuron 1983-1993 | Svizzera           |
| 61          | Elías Torres & José Antonio Martínez Lapeña 1988-1993 | Spagna             |
| 62-63       | Arquitectura Española 1993 | Spagna             |
| 64          | Rafael Moneo 1990-1994 | Spagna             |
| 65/66       | Jean Nouvel 1987-1998 | Francia            |
| 67          | Bolles/Wilson1990-1994 Gigantes/Zenghelis1987-1994 | Germania Grecia    |
| 68/69       | Álvaro Siza 1958-1994 | Portogallo         |
| 70          | Arquitectura Española 1994 | Spagna             |
| 71          | Toyō Itō 1986-1995 | Giappone           |
| 72 I        | Ben van Berkel 1990-1995 | Paesi Bassi        |
| 72 II       | Enric Miralles 1995 | Spagna             |
| 73 I        | Zaha Hadid 1991-1995 | Iraq Regno Unito   |
| 73 II       | Juan Navarro Baldeweg 1992-1995 | Spagna             |
| 74+75       | Frank Gehry 1990-1995 | Stati Uniti        |
| 76          | Arquitectura Española 1995 | Spagna             |
| 77 I        | Kazuyo Sejima & Ryue Nishizawa (SANAA) 1988-1996 | Giappone           |
| 77 II       | Waro Kishi 1987-1996 | Giappone           |
| 78          | Steven Holl 1986-1996 | Stati Uniti        |
| 79          | OMA: Rem Koolhaas 1992-1996 | Paesi Bassi        |
| 80          | Daniel Libeskind 1987- 1996 | Stati Uniti        |
| 81-82       | Arquitectura Española 1996 | Spagna             |
| 83          | Peter Eisenman 1990-1997 | Stati Uniti        |
| 84          | Herzog & de Meuron 1993-1997 | Svizzera           |
| 85          | Wiel Arets 1993-1997 | Paesi Bassi        |
| 86          | MVRDV 1991-1997 Ecologías artificiales | Paesi Bassi        |
| 87          | David Chipperfield 1991-1997 | Inghilterra        |
| 88/89       | Mundos [Uno] 1998 hacia el final del siglo XX |                    |
| 90          | Arquitectura Española 1997-98 Hacia un paisaje artificial | Spagna             |
| 91          | Mundos [Dos] 1998 Hacia una arquitectura improbable |                    |
| 92          | Mundos [Tres] 1998 Acerca del mundo, el demonio y la arquitectura |                    |
| 93          | Steven Holl 1996-1999 Hacia una poética de lo concreto | Stati Uniti        |
| 94          | Neutelings Riedijk 1992-1999 De la pereza, el reciclaje, las matemáticas esculturales y el ingenio | Paesi Bassi        |
| 95          | Álvaro Siza 1995-1999 Notas sobre la invención | Portogallo         |
| 96/97       | Arquitectura Española: En proceso Fin de siglo | Spagna             |
| 98          | Rafael Moneo 1995-2000 La estructura de las intenciones | Spagna             |
| 99          | Kazuyo Sejima & Ryue Nishizawa (SANAA) 1995-2000 Trazando los límites | Giappone           |
| 100/101     | Enric Miralles 1996-2000 Benedetta Tagliabue mapas para una cartografía | Spagna             |
| 102         | Annette Gigon/Mike Guyer 1989-2000 Minimalismo multicolor | Svizzera           |
| 103         | Zaha Hadid 1996-2001 El paisaje como planta | Iraq Regno Unito   |
| 104         | Dominique Perrault 1990-2001 La violencia de lo neutro | Francia            |
| 105         | Bolles+Wilson 1995-2001 La escala del europaisaje | Germania           |
| 106/107     | Arquitectura Española: En proceso II Principios de siglo - Procesos de hibridación | Spagna             |
| 108         | Steven Holl 1998-2002 Pensamiento, material y experiencia | Stati Uniti        |
| 109/110     | Herzog & de Meuron 1998-2002 La naturaleza del artificio | Svizzera           |
| 111         | MVRDV 1997-2002 Apilamiento y estratificación | Paesi Bassi        |
| 112-113     | Jean Nouvel 1994-2002 El orden simbólico de la materia | Francia            |
| 114 [I]     | Sauerbruch Hutton Architects 1997-2003 Contra el tipo | Germania           |
| 114 [II]    | Njiric+Njiric 1997-2003 Meta-balkan | Croazia            |
| 115/116 III | En proceso FOA 1996-2003 Complejidad y consistencia Mansilla + Tuñón Arquitectos 2001-2003 Sistema y subjetividad RCR 1999-2003 Cristalizaciones                                                               | Spagna             |
| 117         | Frank Gehry 1996-2003 De la A a la Z | Stati Uniti        |
| 118         | En proceso Cero.9 El futuro ya no es Barbarella Ábalos & Herreros Ligero, muy ligero No.mad Principios de incertidumbre                                                                                        | Spagna             |
| 119         | Sistemas de trabajo. Arquitectura española 1996-2001 Federico Soriano, Juan Domingo Santos, Selgascano, Manuel Ocaña, Carlos Arroyo, Eleonora Guidotti, Solid Arquitectura, Aranguren+Gallegos, Nieto Sobejano | Spagna             |
| 120         | David Chipperfield 1998-2004 Minimalismo denso | Inghilterra        |
| 121/122     | Kazuyo Sejima & Ryue Nishizawa (SANAA) 1998-2004 Océano de aire | Giappone           |
| 123         | Toyō Itō 2001-2005 Más allá del movimiento moderno | Giappone           |
| 124         | Eduardo Souto de Moura 1995-2005 La naturalidad de las cosas | Portogallo         |
| 125         | Stéphane Beel 1992-2005 Familiaridad y extrañamiento | Belgio             |
| 126         | XDGA: Xaveer de Geyter 1992-2005 Construir en el espacio negativo | Belgio             |
| 127         | John Pawson 1995-2005 Pausa para pensar | Inghilterra        |
| 128         | Josep Llinás 2000-2005 La disolución de la imagen | Spagna             |
| 129/130     | Herzog & de Meuron 2002-2006 Monumento e identidad | Svizzera           |
| 131/132     | OMA: Rem Koolhaas 1996-2006 Delirio y más | Paesi Bassi        |
| 133         | Juan Navarro Baldeweg 1997/2006 Intervención en un campo de energías | Spagna             |
| 134/135     | OMA: Rem Koolhaas 1996-2007 Teoría y práctica | Paesi Bassi        |
| 136/137     | Sistemas de trabajo II Arquitectura española 2004-2007 | Spagna             |
| 138         | RCR Arquitectes 2003-2007 Los atributos de la naturaleza | Spagna             |
| 139         | SANAA 2004-2008 Sejima + Nishizawa Topología arquitectónica | Giappone           |
| 140         | Álvaro Siza 2001-2008 El sentido de las cosas | Portogallo         |
| 141         | Steven Holl 2004-2008 Instrumentos híbridos | Stati Uniti        |
| 142         | Prácticas arquitectónicas. Arquitectura española 2008 | Spagna             |
| 143         | Annette Gigon / Mike Guyer 2001-2008 Reiventar lo cotidiano | Svizzera           |
| 144         | EMBT 2000-2009 Miralles/Tagliabue Continuidad después de la vida | Spagna             |
| 145         | Christian Kerez 1992-2009 Fundamentos arquitectónicos | Svizzera           |
| 146         | Souto de Moura 2005-2009 Teatros del mundo | Portogallo         |
| 147         | Toyō Itō 2005-2009 Espacio líquido | Giappone           |
| 148         | Experimentos Colectivos. Arquitectura Española 2010 Vol. I | Spagna             |
| 149         | Experimentos colectivos. Arquitectos españoles 2010 Vol.II | Spagna             |
| 150         | David Chipperfield 2006-2009. Conciliación de contrarios. | Regno Unito        |
| 151         | Sou Fujimoto 2003-2010 Teoría e intuición, marco y experiencia | Giappone           |
| 152/153     | Herzog & de Meuron 2005-2010 Programa, monumento y paisaje | Svizzera           |
| 154         | Aires Mateus 2005-2011 Construir el molde del espacio | Portogallo         |
| 155         | SANAA 2008-2011 Arquitectura inorgánica | Giappone           |
| 156         | Valerio Olgiati 1996-2011 Afinadas discordancias | Svizzera           |
| 157         | Studio Mumbai 2003-2011 Maneras de hacer y de fabricar | India              |
| 158         | John Pawson 2006-2011 La voz de la materia | Regno Unito        |
| 159         | Neutelings Riedijk 2003-2012 Convecciones e identidad | Paesi Bassi        |
| 160         | Bevk Perović Arhitekti 2004-2012 Condicionalismo | Slovenia           |
| 161         | Mansilla + Tuñón Arquitectos 1992-2012 In memoriam Geometrías activas | Spagna             |
| 162         | RCR Arquitectes 2007-2012 Abstracción poética | Spagna             |
| 163-164     | Glenn Murcutt 1980-2012 Plumas de metal | Australia          |
| 165         | Sean Godsell 1997-2013 Ruda sutileza | Australia          |
| 166         | Caruso St John 1993-2013 Forma y resistencia | Regno Unito        |
| 167         | Smiljan Radic Clarke 2003-2013 El juego de los contrarios | Cile               |
| 168/169     | Álvaro Siza 2008-2013 Lecciones magistrales | Portogallo         |
| 170         | João Luís Carrilho da Graça 2002-2013 Trazar conexiones, construir pautas | Portogallo         |
| 171         | Selgascano 2003-2013 Vacilante naturaleza | Spagna             |
| 172         | Steven Holl 2008-2014 Conceptos y melodías | Stati Uniti        |
| 173         | MVRDV 2003-2014 Ciudad evolutiva | Paesi Bassi        |
| 174-175     | David Chipperfield 2010-2014 Figura y abstracción | Regno Unito        |
| 176         | Eduardo Souto de Moura 2009-2014 Domesticar la arquitectura | Portogallo         |
| 177-78      | Lacaton & Vassal 1993-2015 Horizonte post-mediático | Francia            |
| 179-180     | SANAA 2011-2015 Sejima + Nishizawa Sistemas de continuidad | Giappone           |
| 181         | Cuatro estrategias 2015 MGM Barozzi Veiga Harquitectes Selgascano | Spagna             |
| 182         | Christian Kerez 2010-2015 Junya Ishigami 2005-2015 | Svizzera Giappone  |
| 183         | Jean Nouvel 2007-2016 Reflejos de lo contemporáneo | Francia            |
| 184         | AMID.CERO9 (Cristina Díaz Moreno y Efrén García Grinda) MOS (Michael Meredith y Hilary Sample) | Spagna Stati Uniti |
| 185         | OFFICE (Kersten Geers y David Van Severen) 2003-2016 Acciones primordiales | Belgio             |
| 186         | Aires Mateus 2011-2016 En el corazón del tiempo | Portogallo         |
| 187         | Sergison Bates 2004-2016 Tolerancia y precisión | Regno Unito        |
| 188         | Tham & Videgård 2005-2017 Dualidades y singularidades | Svezia             |
| 189         | José María Sánchez García 2010-2017 Alfredo Payá 2010-2017 Toni Gironès 2003-2017 | Spagna             |
| 190         | RCR Arquitectes 2012-2017 Significado en la abstracción | Spagna             |
| 191         | Go Hasegawa 2005-2017 El nuevo espacio crítico | Giappone           |
| 192         | 6a architects 2009-2017 Adecuaciones | Regno Unito        |
| 193         | Manuel Cervantes 2011-2018 Pasiones serenas | Messico            |
| 194         | Brandlhuber+ 1996-2018 Arquitectura como práctica discursiva | Germania           |
| 195         | Carmody Groarke 2009-2018 Cuerpos materiales | Inghilterra        |
| 196 I       | Karamuk Kuo 2009-2018 Los trabajos y los días | Svizzera           |
| 196 II      | TEd'a arquitectes 2010-2018 Materia de juego | Spagna             |
| 197         | Bruther 2012-2018 El maquinismo de Bruther | Francia            |
| 198         | Johnston Marklee 2005-2019 Plegar el tiempo | Stati Uniti        |
| 199         | Smiljan Radić 2013-2019 El peso del mundo | Cile               |
| 200         | Studio Mumbai 2012-2019 Espacios intermedios | India              |
| 201         | Caruso St John 2013-2019 La cualidad física del espacio | Inghilterra        |
| 202         | Bernardo Bader 2009-2019 La audacia de lo familiar | Austria            |
| 203         | Harquitectes 2010-2020 Aprender a vivir de otra manera | Spagna             |
| 204         | Xaveer de Geyter 2005-2020 Animales políticos | Belgio             |
| 205         | SANAA (I) 2015-2020 Obra construida | Giappone           |
| 206         | Anne Holtrop 2009-2020 Lugar, Materia, Gesto | Bahrein            |
| 207         | Estúdio Gustavo Utrabo 2015-2020 | Brasile            |
| 208         | DOGMA 2002-2021 | Belgio             |
| 209         | Roger Boltshauser 2002-2021 | Svizzera           |
| 210-211     | Gion A. Caminada 1995-2021 | Svizzera           |
| 212         | PALINDA KANNANGARA 2005-2022 | India              |
| 213         | TALLER HÉCTOR BARROSO 2015-2022 | Messico            |
| 214         | PEZO VON ELLRICHSHAUSEN 2005-2022 | Cile               |
| 215-216     | ÁLVARO SIZA 2015-2022 | Portogallo         |
| 217[I]      | ARRHOW FRICK 2015-2022 | Svezia             |
| 217[II]     | GROUPWORK 2012-2022 | Regno Unito        |
| 218         | EDUARDO SOUTO DE MOURA 2015-2023 | Portogallo         |
| 219         | IBAVI 2019-2023 | Spagna             |
| 220+221     | SANAA (II) 2019-2023 | Template:JAP       |
| 222         | DAVID CHIPPERFIELD 2015-2023 | Template:GRP       |
| 223         | Tuñón y Albornoz 2015-2023 | Spagna             |
| 224         | CHRISTIAN KEREZ 2015-2024 | Svizzera           |
| 225         | MACIAS PEREDO 2014-2024 | Messico            |
| 226         | Office Kersten Geers David van Severen 2017-2024 | Belgio             |
| 227         | Alberto Ponis | Italia             |

## Premi
- Premio COAM Pubblicazioni 1985
- Premio a la EXPORTACIÓN 1992 della Cámara de Comercio e Industria de Madrid
- Medaglia FAD [Fomento de les Arts Decoratives] 2004
- Media Partner del World Architecture Festival 2008